# Jenny (orangutana)

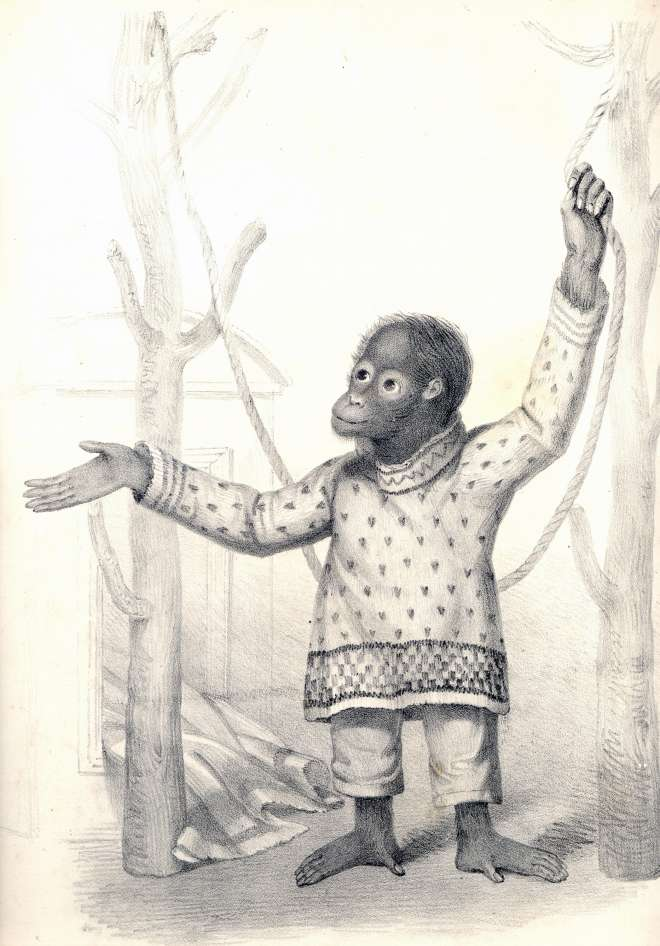
Dibujo de W. Clerk, 1837.

Lady Jane o Jenny (~1834-Londres, 28 de mayo de 1839) fue una orangutana (Pongo pygmaeus) del Zoo de Londres, la primera de su especie en ser exhibida allí.

## Historia
La capturó un marinero llamado Mr Moss en Borneo y se la vendió al zoo por £150. En el zoo la alojaron en una sala con calefacción, le ponían ropa de persona y bebía té. Conoció a Charles Darwin, quien observó y apuntó sus gestos y reacciones; sus notas se conservan hoy en la biblioteca de la Universidad de Cambridge.
Al fallecer Jenny por enfermedad, el zoológico compró otra orangutana a la que también llamaron “Jenny”.